# حورانية
 حورانية هي إحدى القرى اللبنانية من قرى قضاء جزين في محافظة الجنوب.